# Національна пам'ятка Нідерландів

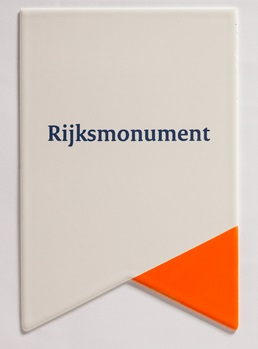
Знак національної пам'ятки Нідерландів, запроваджений 2014 року

Національна пам'ятка Нідерландів (нід. Rijksmonument, нідерландська вимова: [ˈrɛiksmoːnyˌmɛnt] ⓘ) — об'єкт національної спадщини, який становить культурно-історичну цінність і який внесений Агентством культурної спадщини Нідерландів (нід. Rijksdienst voor het Cultureel Erfgoed) до національного «Реєстру національних пам'яток» (нід. Rijksmonumentenregister). Інформація в реєстрі є загальнодоступною через онлайн-реєстр пам'яток. Статус національної пам'ятки надається Міністерством освіти, культури та науки Нідерландів.
Станом на 2025 рік в Нідерландах було 63146 об'єктів зі статусом національної пам'ятки, з них приблизно 1500 були археологічними національними пам'ятками.

## Захист національних пам'яток
1961 року набув чинності перший Закон Нідерландів про пам'ятки, який став основою для правового захисту національних пам'яток. Муніципалітети та провінції також можуть надавати статус пам'яток муніципального чи провінційного значення, беручи їх під свою охорону. До національних пам'яток можуть бути зараховані церковні будівлі, млини, замки, заміські будинки. заклади громадського харчування, сільськогосподарські будівлі, житлові, громадські будівлі, дорожні та водопровідні споруди, фортифікаційні споруди тощо.
Правило політики щодо визначення національних пам'яток та внесення змін до Закону про реєстр національних пам'яток про спадщину
Одним із юридичних наслідків охорони є те, що для змін у пам'ятці як всередині, так і зовні (очищення фасаду, зміна колірної гами) потрібний екологічний дозвіл від муніципальної виконавчої влади. У більшості випадків, перш ніж приймати рішення про внесення змін, спочатку буде запрошено консультацію від Муніципального консультативного комітету, що вимагається Законом про довкілля. Вимога щодо дозволу на реконструкцію, реставрацію, ремонт також стосується практично всіх пам'яток муніципального та провінційного значення.
З 1 лютого 2006 року діє Декрет про національні субсидії на утримання пам'яток (нід. Besluit rijkssubsidiëring instandhouding monumenten). Декрет містить національну схему субсидування для виконання робіт з технічного обслуговування чи реставрації пам'ятки. Ця схема створена для заохочення власників до планового обслуговування національних пам'яток, щоб уникнути дорогої та масштабної реставрації пізніше. Існують також податкові пільги на утримання національних пам'яток.

## Захисні таблички (знаки) пам'яток

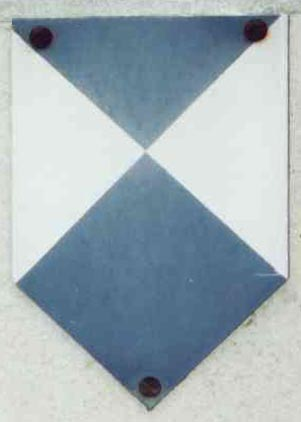
Захисний знак Гаазької конвенції 1954 року

### Синьо-білий знак Гаазької конвенції 1954 року
Захисний знак, створений 1954 року [[Гаазька конвенція про захист культурних цінностей у випадку збройного конфлікту|Гаазькою конвенцією про захист культурних цінностей у разі збройного конфлікту], вказує на будівлю, яка має бути захищена під час війни. Він може кріпитися також й на сучасних будівлях, у яких розміщені важливі архіви, бібліотеки та музеї тощо. Це міжнародний знак розпізнавання, зовнішній вигляд (сині квадрат і трикутник на білому тлі) та використання якого були встановлені Конвенцією. Позначення об'єкту національної спадщини цим знаком повинно захистити об'єкт під час бойових дій, хоча він може бути прикріплений до певних національних пам'яток і у мирний час.

### Національні та муніципальні знаки
2010 року Агентство культурної спадщини Нідерландів розпочало запроваджувати для пам'яток, на яких не дозволено використовувати синьо-білий знак, відмінні знаки. Вони є трьох типів: національний, муніципальний та провінційний. Основний стиль завжди однаковий, але колір відрізняється залежно від типу пам'ятки. Розповсюдженням цих знаків-табличок з вересня 2014 року займається Королівська голландська туристична асоціація ANWB. 
У Нідерландах є лише дві провінції, які присвоюють статус провінційної пам'ятки: Північна Голландія та Дренте. Такий статус дозволяє провінціям  захищати ці пам'ятки і є основою для регулювання субсидій на їх реставрацію. Велика кількість муніципалітетів у Нідерландах мають власні знаки на національних та муніципальних пам'ятках. [джерело?]Наприклад, у Неймегені є пам'ятні знаки у міських кольорах — червоному та чорному. Національний знак має в нижній частині золотисто-жовтого лева, муніципальний — білого двоголового орла внизу, лева з герба Неймегена посередині.

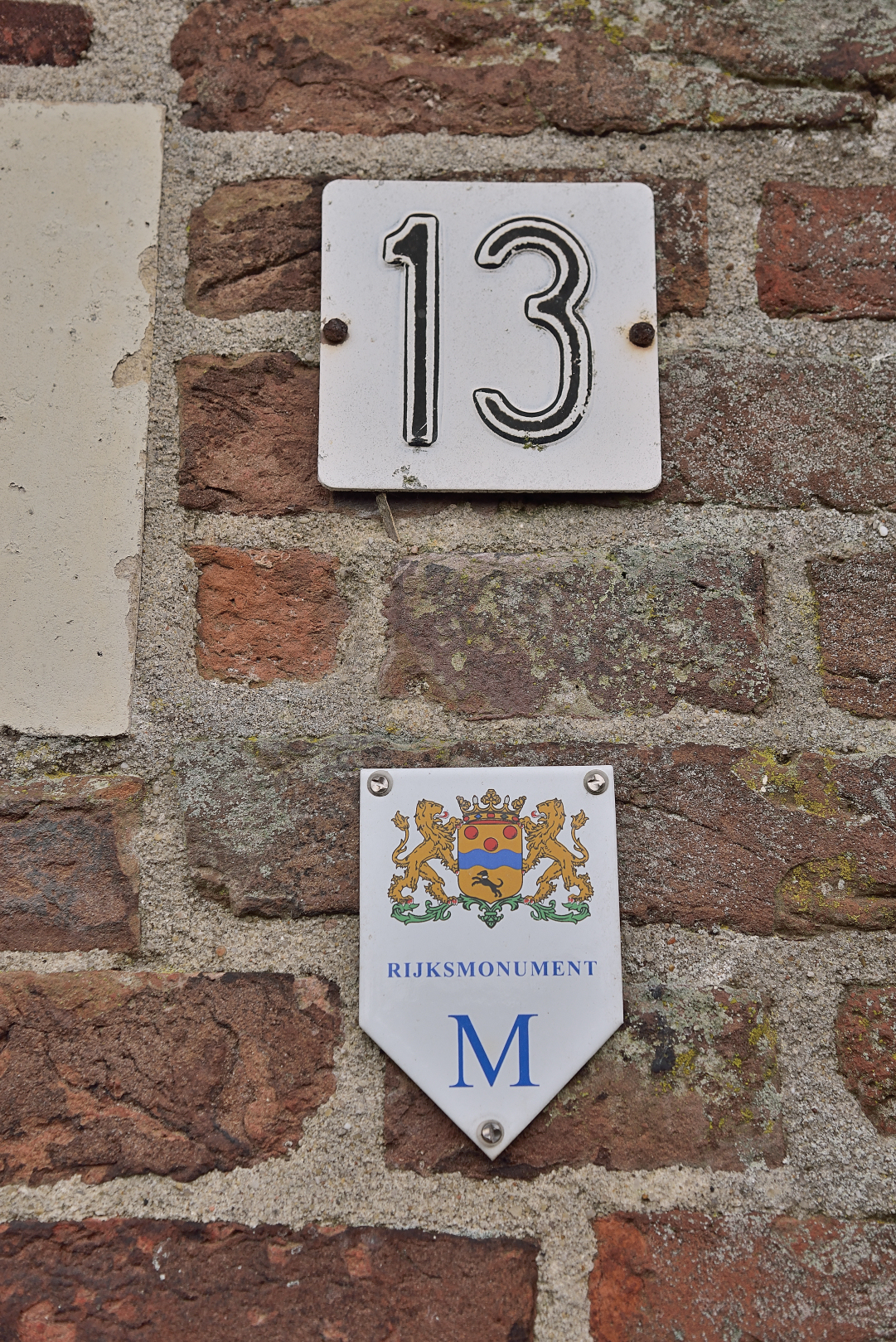
Знак національної пам'ятки на млині в селі Гестерен, повінція Гелдерланд
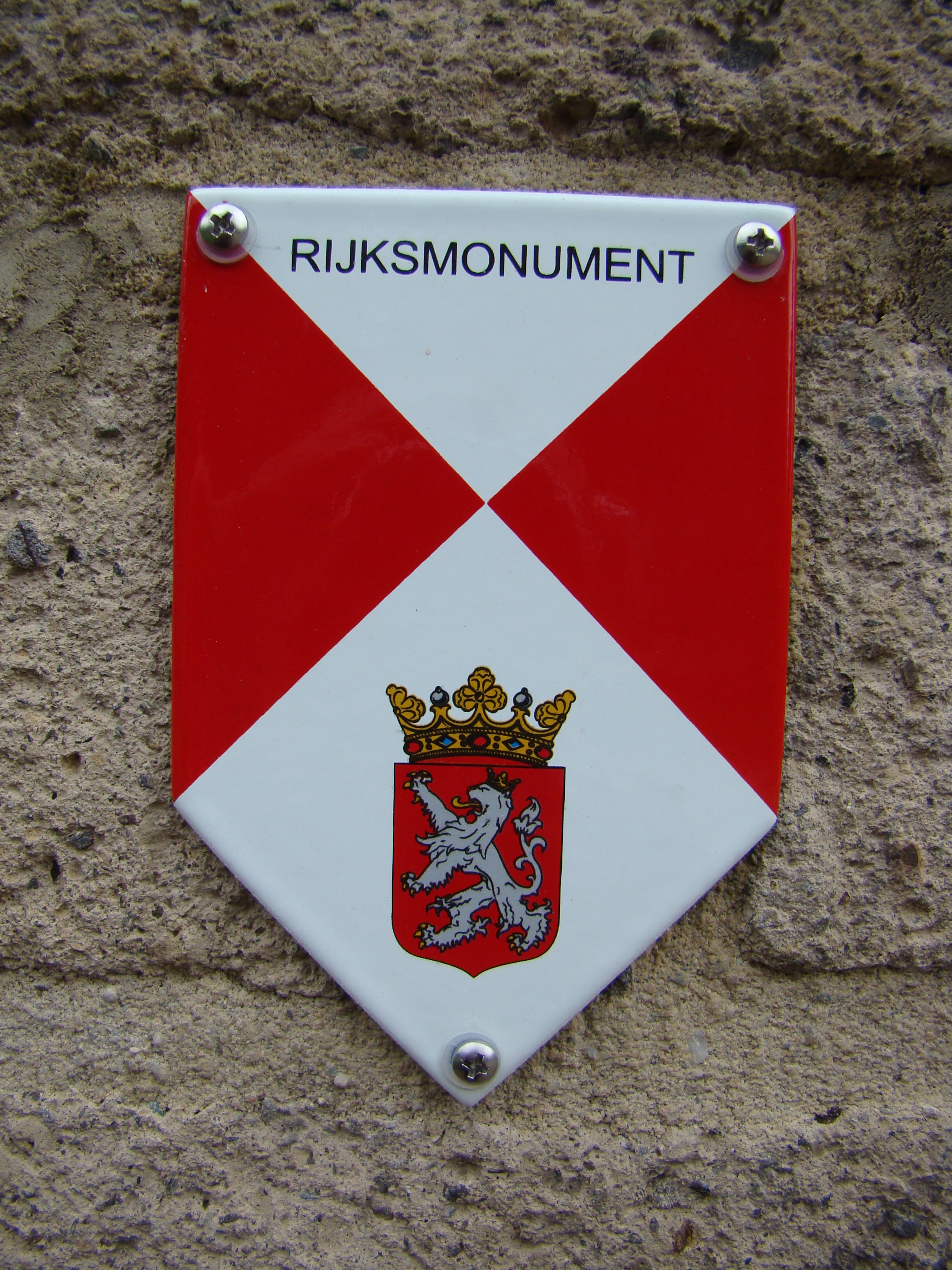
Знак національної пам'ятки муніципалітету Бронкгорсту, повінція Гелдерланд
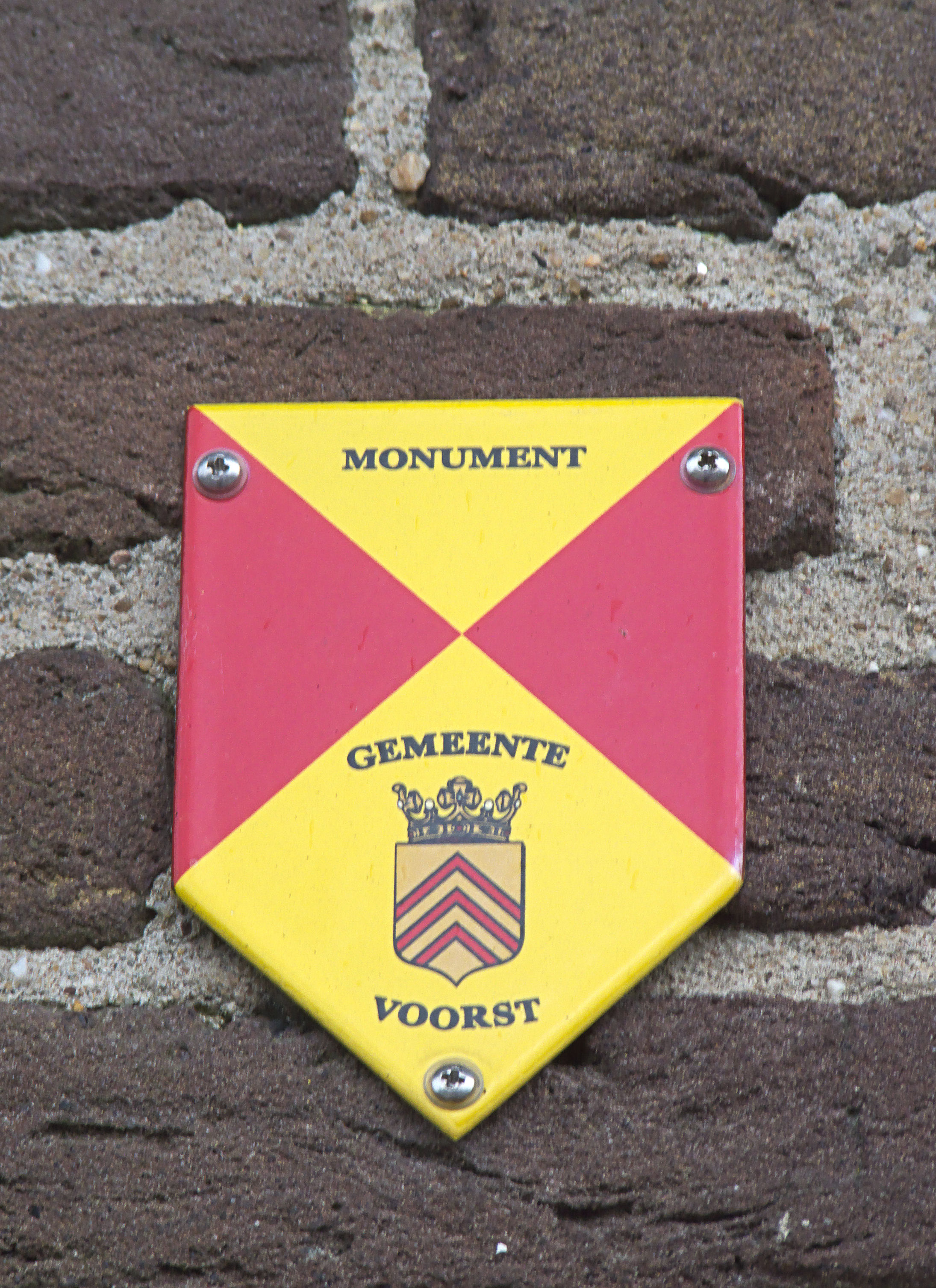
Знак національної пам'ятки на млині Вільпермолен в муніципалітеті Ворст, повінція Гелдерланд
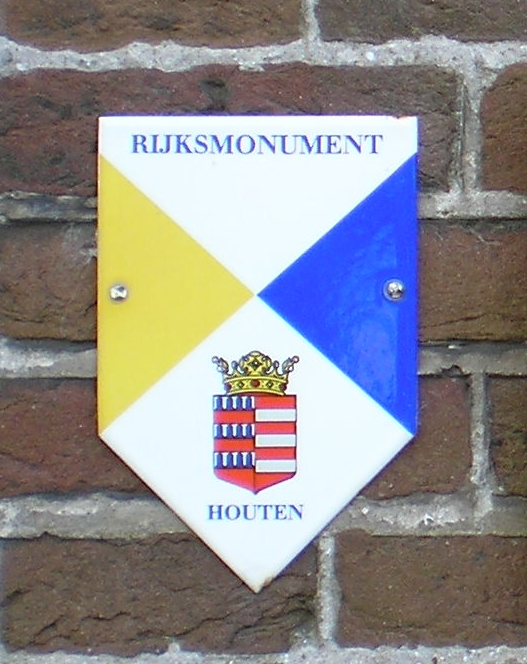
Знак національної пам'ятки муніципалітету Гаутена, провінція Утрехт
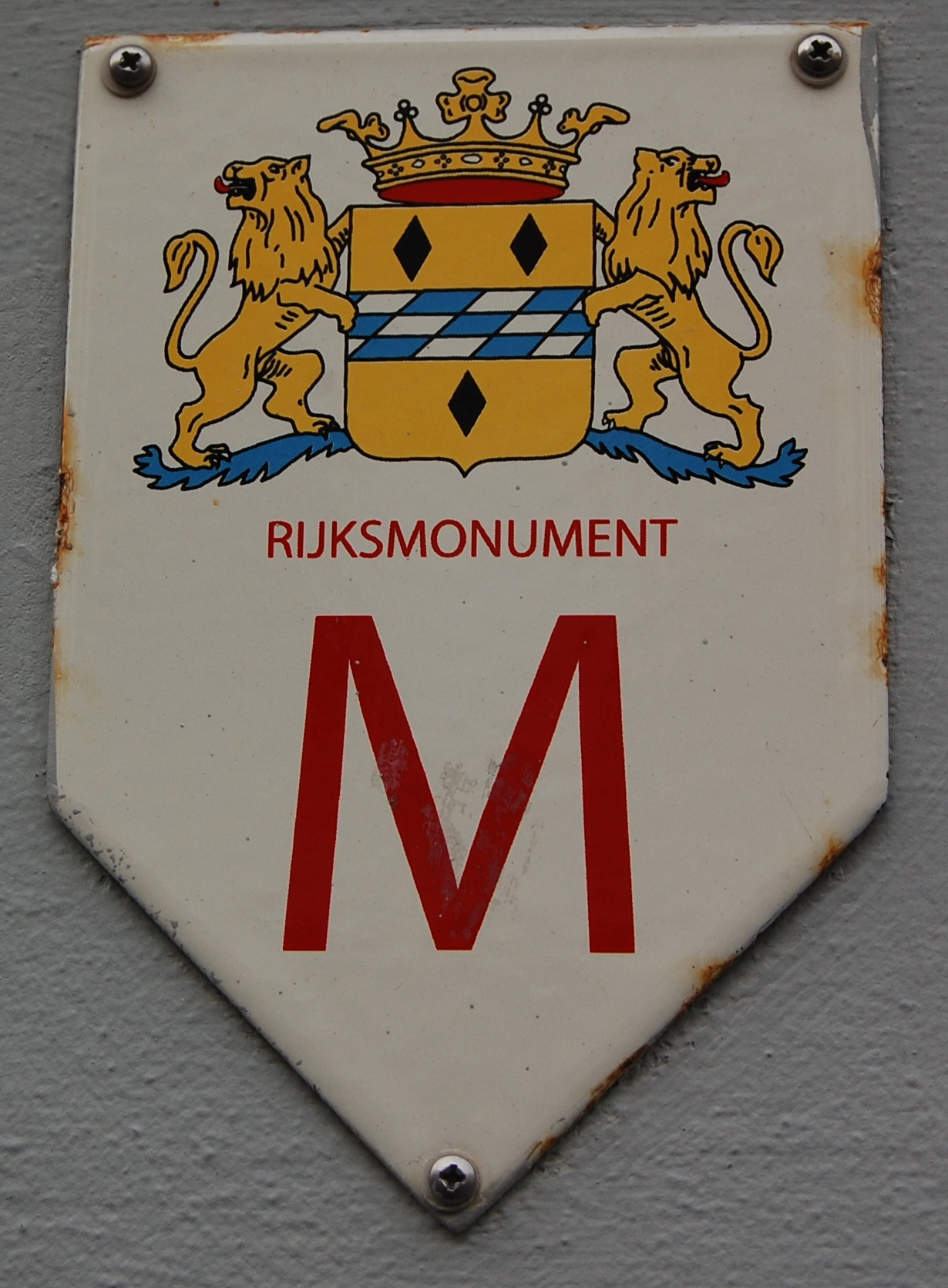
Знак національної пам'ятки муніципалітету Вурден, провінція Утрехт